# Guilherme Rodrigues
Guilherme Rodrigues (Lissabon, 2 mei 1988) is een Portugese cellist en trompettist in de avant-garde-jazz.
Rodrigues is de zoon van de improviserende violist Ernesto Rodrigues, met wie hij optreedt en ook opnames heeft gemaakt. Guilherme Rodrigues is als professioneel muzikant actief sinds 1997. Naast cello bespeelt hij ook een kleine trompet en elektronica. Hij heeft platen opgenomen met verschillende gezelschappen: IKB Ensemble, Paura en Variable Geometry Orchestra.

## Discografie (selectie)
met Ernesto Rodrigues:
- Eterno Retorno
- Cesura, Creative Sources, 2004
- Contre-Plongée (Six Cuts for String Quartet), Creative Sources, 2004